# Coelioxys abdominalis
Coelioxys abdominalis är en biart som beskrevs av Guérin-Méneville 1845. Coelioxys abdominalis ingår i släktet kägelbin, och familjen buksamlarbin. Inga underarter finns listade i Catalogue of Life.